# حلقي الهكسان
حلقي الهكسان (سيكلوهكسان) هو مركب عضوي له الصيغة الكيميائية C6H12. يتكون حلقي الهكسان من 6 ذرات كربون مرتبطين معا في شكل حلقي، وترتبط كل ذرة كربون بذرتي هيدروجين.

## عملية التشاكل في الهكسان الحلقي
نظرا للحاجة الطبيعية للمدار المهجن sp³ (بمعنى آخر الروابط كربون-هيدروجين) الموجودة في ذرات الكربون الرباعية التكافؤ للوصول إلى 109.5 °، فإن الهكسان الحلقي ليس جزيء مستوي. يتواجد الهكسان الحلقي في شكل مقعد وشكل مفتول، ويمثل شكل المقعد أكثر الأشكال استقرارا، والإجهاد في هذا الشكل يجعل الزاوية C-C-C 111.5 °. وقد تلقى أود هاسل جائزة نوبل لأعماله المتعلقة بالهكسان الحلقي.
وفي مستوى الطاقة الأقل التشكل المقعدي، تتواجد نصف ذات الهيدروجين في الموضع المحوري، مما يعنى أن الروابط C-H تكون متوازية وتظهر كما لو كانت مرتبطة أعلى وأسفل بناء الهكسان الحلقي، والنصف الآخر تكون في الموضع الاستوائي أي أن أنها تكون متشتتة وليس لها مستوى معين. ويتواجد الهكسان الحلقي أيضا في متشاكلات (conformer) على هيئة نصف مقعد، مفتول أو قارب. والمتشاكل المفتول هي الوحيد الذي يمكن عزله مثل المتشاكل المقعدي، لأنه يمثل طاقة منخفضة، وإن كانت طاقته أعلى من البناء المقعدي، نظرا لوجود إجهاد فتل غير موجود في البناء المقعدي. ويمثل البناء القاربي والنصف مقعدي حالة انتقالية بين البناء المفتول والبناء المقعدي على الترتيب، ولا يمكن فصلهما.
وتوجد عملية في البناء المقعدي تسمى انقلاب حلقي وفيها يمكن أن تتبادل ذرات الهيدروجين المحورية والمركزية الأماكن. على أن علاقة ذرات الهيدروجين النهائية بالنسبة للحلقة تظل كما هي، بمعنى أن ذرات الهيدروجين 'العليا' المحورية عند انقلابها تصبح استوائية 'عليا'.
وعند النظر خلال خطوات تحول الهكسان الحلقي بين المتشاكلات المختلفة يمكن ملاحظة أن الأوضاع العليا لذرات الهيدروجين المحورية تتبادل مع الأوضاع الاستوائية، وعلى هذا يجب أن تكون المستبدلات في ترانس-2،1-سيكلو هكسان إما في الوضع المحوري أو في الوضع الاستوائي حتى يظلا في اتجاه معاكس لبعض بالنسبة للحلقة، ولكن في سيس-2،1-سيكلو هكسان، فإن المستبدلات تكون أحدها في الوضع المحوري، الآخر في الوضع الاستوائي حتى تكون المستبدلات في نفس الوضع (أعلى أو أسفل الحلقة). ويختلف الوضعين «سيس-» و«ترانس-» في ثباتهما اعتمادا على شكل المجموعات الفعالة. وبصفة عامة، فإن المستبدلات تكون ثابتة في الوضع الاستوائي، وفي هذه الحالة لا يتواجد تفاعل 3،1-ثنائي محوري بين المستبدلات المحورية وبين أي مجموعات محورية أخرى بالحلقة. فمثلا، في حالة تواجد مجموعة ميثيل على ذرة الكربون رقم 1 في موضع محوري، فسوف تتفاعل مع ذرات الهيدروجين المحورية الموجودة على ذرات الكربون رقم 3، 5.

## الإنتاج
غالبا ما يتم إنتاج الهكسان بهدرجة البنزين. وتعتبر الولايات المتحدة من أكبر مصنعي الهكسان الحلقي في العالم، وقد وصل إلإنتاج السنوي لها تقريبا مليون طن وهو ما يمثل تقريبا 34 % من الإنتاج العالمي.

## الاستخدامات
- يستخدم الهكسان الحلقي لإنتاج النايلون.
- يستخدم الهكسان الحلقي كمذيب.
- الهكسان الحلقي المستخرج من البترول يعتبر من المواد الأولية المهمة في إنتاج الكيمياويات العضوية.

## وصلات خارجية
- السلامة الدولية للكيماويات
- دليل NIOSH لأخطار الكيماويات
- مكتب الكيماويات الأوربي